# Toixó americà
El toixó americà (Taxidea taxus) és una espècie de mustèlid nord-americà. És l'únic toixó que viu al Nou Món i l'única espècie vivent del gènere Taxidea. El toixó americà és el símbol de l'estat de Wisconsin, als Estats Units.